# Angola na Letnich Igrzyskach Olimpijskich 2016
Angolę na Letnich Igrzyskach Olimpijskich 2016 w Rio de Janeiro reprezentowało dwadzieścioro sześcioro zawodników. Był to 13. start reprezentacji Angoli na letnich igrzyskach olimpijskich.

## Skład reprezentacji

### Judo
| Zawodnik                  | Konkurencja  | 1/16                       | 1/8                        | Ćwierćfinały     | Półfinały        | Repesaż 1        | Repesaż 2        | Repesaż 3        | Finał            | Pozycja |
| Zawodnik                  | Konkurencja  | Przeciwnik Wynik           | Przeciwnik Wynik           | Przeciwnik Wynik | Przeciwnik Wynik | Przeciwnik Wynik | Przeciwnik Wynik | Przeciwnik Wynik | Przeciwnik Wynik | Pozycja |
| ------------------------- | ------------ | -------------------------- | -------------------------- | ---------------- | ---------------- | ---------------- | ---------------- | ---------------- | ---------------- | ------- |
| Antónia Moreira de Fátima | 70 kg Kobiet | Elvismar Rodríguez W 100-0 | Laura Vargas Koch P 0H-100 | NQ               | NQ               | NQ               | NQ               | NQ               | NQ               | 9.      |

### Lekkoatletyka
Konkurencje biegowe
| Zawodnik           | Konkurencja    | Runda 1  | Runda 1 | Runda 2  | Runda 2 | Półfinał | Półfinał | Finał    | Finał   |
| Zawodnik           | Konkurencja    | Rezultat | Pozycja | Rezultat | Pozycja | Rezultat | Pozycja  | Rezultat | Pozycja |
| ------------------ | -------------- | -------- | ------- | -------- | ------- | -------- | -------- | -------- | ------- |
| Liliana Neto       | 100 m kobiet   | 13,58    | 20.     | NQ       | NQ      | NQ       | NQ       | NQ       | NQ      |
| Hermenegildo Leite | 100 m mężczyzn | 11,65    | 20.     | NQ       | NQ      | NQ       | NQ       | NQ       | NQ      |

### Pływanie
| Zawodniczka          | Konkurencja                    | Eliminacje | Eliminacje | Półfinał | Półfinał | Finał | Finał   |
| Zawodniczka          | Konkurencja                    | Czas       | Miejsce    | Czas     | Miejsce  | Czas  | Miejsce |
| -------------------- | ------------------------------ | ---------- | ---------- | -------- | -------- | ----- | ------- |
| Pedro Miguel Pinotes | 400 m stylem zmiennym mężczyzn | 4:25,84    | 25.        | NQ       | NQ       | NQ    | NQ      |
| Ana Sofia Nóbrega    | 100 m stylem dowolnym kobiet   | 59,23      | 40.        | NQ       | NQ       | NQ    | NQ      |

### Piłka ręczna
| Drużyna | Konkurencja  | Faza grupowa     | Faza grupowa     | Faza grupowa     | Faza grupowa     | Faza grupowa     | Faza grupowa | Ćwierćfinały     | Półfinały        | Finał            | Pozycja |
| Drużyna | Konkurencja  | Przeciwnik Wynik | Przeciwnik Wynik | Przeciwnik Wynik | Przeciwnik Wynik | Przeciwnik Wynik | Pozycja      | Przeciwnik Wynik | Przeciwnik Wynik | Przeciwnik Wynik | Pozycja |
| ------- | ------------ | ---------------- | ---------------- | ---------------- | ---------------- | ---------------- | ------------ | ---------------- | ---------------- | ---------------- | ------- |
| Angola  | piłka ręczna | Hiszpania 22:26  | Brazylia 24:28   | Rumunia 23:19    | Norwegia 20:30   | Czarnogóra 27:25 | 4.           | Rosja 27:31      | NQ               | NQ               | 8.      |

Skład reprezentacji
| Zawodnik          | Klub                    |
| ----------------- | ----------------------- |
| Neyde Barbosa     | Progresso do Sambizanga |
| Vilma Nenganga    | Petro de Luanda         |
| Juliana Machado   | Primeiro de Agosto      |
| Lurdes Monteiro   | Primeiro de Agosto      |
| Natália Bernardo  | Primeiro de Agosto      |
| Luísa Kiala       | Petro de Luanda         |
| Cristina Branco   | Primeiro de Agosto      |
| Azenaide Carlos   | Petro de Luanda         |
| Albertina Kassoma | Primeiro de Agosto      |
| Wuta Dombaxe      | Primeiro de Agosto      |
| Magda Cazanga     | Petro de Luanda         |
| Liliana Venâncio  | Primeiro de Agosto      |
| Janete dos Santos | Progresso do Sambizanga |
| Teresa Almeida    | Petro de Luanda         |
| Isabel Guialo     | Primeiro de Agosto      |

### Strzelectwo
| Zawodniczka         | Konkurencja      | Kwalifikacje | Kwalifikacje | Finał | Finał   |
| Zawodniczka         | Konkurencja      | Wynik        | Pozycja      | Wynik | Pozycja |
| ------------------- | ---------------- | ------------ | ------------ | ----- | ------- |
| João Paulo de Silva | Trap (mężczyźni) | 61           | 31.          | NQ    | NQ      |

### Wioślarstwo
Mężczyźni
| Zawodnik                          | Konkurencja | Eliminacje | Eliminacje | Repesaż | Repesaż | Ćwierćfinały | Ćwierćfinały | Półfinały C/D | Półfinały C/D | Półfinały A/B | Półfinały A/B | Finał C/D | Finał C/D | Finał A/B | Finał A/B | Miejsce |
| Zawodnik                          | Konkurencja | Czas       | M.         | Czas    | M.      | Czas         | M.           | Czas          | M.            | Czas          | M.            | Czas      | M.        | Czas      | M.        | Miejsce |
| --------------------------------- | ----------- | ---------- | ---------- | ------- | ------- | ------------ | ------------ | ------------- | ------------- | ------------- | ------------- | --------- | --------- | --------- | --------- | ------- |
| Andre Matias Jean-Luc Rasamoelina | LM2x        | 6:58,93    | 20.        | NQ      | NQ      | NQ           | NQ           | NQ            | NQ            | NQ            | NQ            | NQ        | NQ        | NQ        | NQ        | NQ      |

### Żeglarstwo
Mężczyźni
| Zawodnik                      | Konkurencja | Wyścig | Wyścig | Wyścig | Wyścig | Wyścig | Wyścig | Wyścig | Wyścig | Wyścig | Wyścig | Wyścig | Punkty | Finałowa pozycja |
| Zawodnik                      | Konkurencja | 1      | 2      | 3      | 4      | 5      | 6      | 7      | 8      | 9      | 10     | M*     | Punkty | Finałowa pozycja |
| ----------------------------- | ----------- | ------ | ------ | ------ | ------ | ------ | ------ | ------ | ------ | ------ | ------ | ------ | ------ | ---------------- |
| Manuel Lelo                   | Laser       | 44     | 43     | 45     | 45     | 47 DNF | 43     | 43     | 38     | 46     | 43     | NQ     | 390    | 46.              |
| Paixão Afonso Matias Montinho | 470         | 25     | 26     | 27     | 27     | 26     | 23     | 26     | 26     | 26     | 24     | NQ     | 229    | 26.              |